# Observatorio de Belgrado

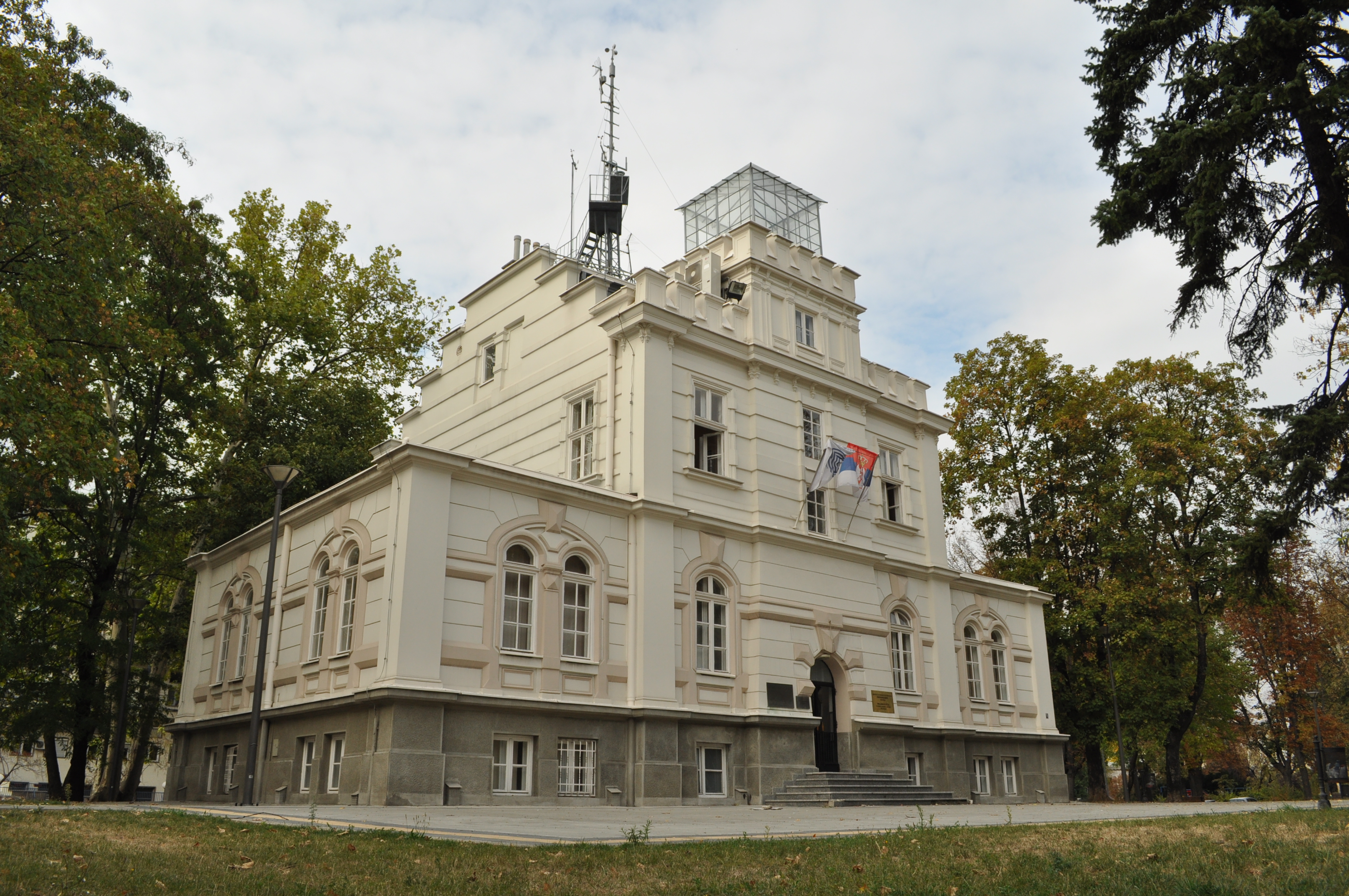
Observatorio astronómico y meteorológico de 1891 a 1924.

El Observatorio de Belgrado (Астрономска опсерваторија "Београд" en serbio) es un observatorio astronómico localizado en la parte oriental de Belgrado (Serbia), en el entorno natural del bosque de Zvezdara.
Tiene el código 057 de la Unión Astronómica Internacional y la abreviatura AOB.

## Historia
En 1879, Milan Nedeljković (1857-1950) recibió una beca para continuar su educación en la Universidad de la Sorbona de París. Estudió matemáticas y física en la Universidad de Francia. Completó su formación en el Observatorio de París, la primera Escuela Oficial de Astronomía. También adquirió conocimientos de meteorología, mecánica de precisión y sismología. Después de cinco años de formación en París, regresó en 1884 a Belgrado, donde fue nombrado profesor de astronomía y meteorología en la Escuela Superior (Universidad de Belgrado). En aquella época inició una campaña solicitando el establecimiento de un observatorio en la Escuela Superior, pero la idea fue rechazada debido a problemas financieras. Finalmente, tres años después, el 26 de marzo de 1887 fue firmado el decreto de fundación del Observatorio por Milan Kujundzic, Ministro de Educación y Asuntos Religiosos del Reino de Serbia, por iniciativa del profesor Nedeljković.
Nedeljković fue nombrado primer director del Observatorio recién fundado. El 1 de julio de 1887 comenzó su actividad en el observatorio astronómico y meteorológico provisional, instalado en una casa alquilada. El 27 de septiembre de 1888 Nedeljković fue nombrado responsable del control del establecimiento de la red unificada de estaciones meteorológicas del país entero, convirtiéndose el Observatorio de Belgrado en la Estación Meteorológica Central para la recopilación de datos. 
El Observatorio permaneció en su local alquilado hasta el 1 de mayo de 1891, cuando se trasladó a su propio edificio, construido según el diseño del arquitecto Dimitrije T. Leko. Estaba equipado con pequeños instrumentos modernos astronómicos y meteorológicos. Además se pusieron en funcionamiento dos pequeños pabellones astronómicos. El Observatorio también funcionaba como un "taller" para la formación práctica del alumnado de la Escuela Superior y como centro de instrucción ciudadana, recibiendo la visita ocasional de personalidades destacadas, como por ejemplo en 1910, con ocasión del paso del cometa Halley.
Aparte de su importancia para la astronomía y la meteorología, el nuevo Observatorio al mando de Nedeljković fue la cuna de la investigación sísmica y geomagnética en Serbia. Gracias a Miklós Konkoly (fundador de la astronomía y de la meteorología modernas en Hungría), colega y amigo de Nedeljković, el observatorio fue equipado con un sismógrafo. Entretanto, de julio de 1899 a octubre de 1900, Đorđe Stanojević (1858-1921) fue subdirector del Observatorio.
En 1924, por designio del Consejo de la Facultad, el Observatorio fue dividido en dos instituciones separadas: el Observatorio Astronómico y el Observatorio Meteorológico de la Universidad de Belgrado. Al frente del Observatorio Astronómico fue nombrado en 1926 Vojislav V. Miskovic (1892-1976), en aquella época un astrónomo bien establecido, comprometido con el Observatorio de Niza, Francia. En 1929 Miskovic obtuvo los fondos necesarios para la construcción de un nuevo observatorio más moderno, situado 6 km al sureste del centro de la ciudad, ocupando una superficie de 4,5 hectáreas sobre la colina de Veliki Vracar, a 253 m de altura. Fue construido entre 1929 y 1931, según el diseño del arquitecto checoslovaco Jan Dubovi. El complejo incluía el edificio administrativo y pabellones con equipamiento astronómico. Fue diseñado en estilo modernista, con elementos de historicismo académico, característico del periodo de entreguerras. Además del edificio administrativo fue levantado el Pabellón del Círculo Meridiano Pequeño, el Pabellón del Refractor Grande ″Carl Zeiss″ 650/10550 mm, el Pabellón del Refractor Pequeño, el Pabellón del Astrógrafo Zeiss 160/800 mm, incluyendo la torre con el depósito de agua, y un taller de mecánica y carpintería. Desde el fin de 1957 hasta finales de 1959, se construyeron tres nuevos pabellones de observación: el Pabellón del Gran Círculo Vertical Askania, el Pabellón del Gran Instrumento de Tránsito Askania de 190/2578 mm y el Pabellón del Gran Círculo Meridiano Askania 190/2578 mm. El Observatorio contaba con aproximadamente 52 empleados, de los cuales 39 eran investigadores.

## Monte Vidojevica
La construcción de la infraestructura de la nueva Estación Astronómica  del Observatorio de Belgrado comenzó en la cumbre de la Montaña de Vidojevica (1155 m de elevación) en la parte sur de Serbia. El telescopio Cassegrain de 60 cm  fue instalado en la Estación en primavera de 2011. El nuevo telescopio ha sido denominado “Nedeljkovic”en memoria de Milán Nedeljkovic, el primer director y fundador del Observatorio. En la siguiente fase, en primavera de 2016, fue instalado un telescopio robótico de 1,4 m en la Estación Astronómica de Vidojevica, denominado “Milankovic”, en memoria de Milutin Milanković, un geofísico, astrónomo e ingeniero civil, que fue director del Observatorio de 1948 a 1951. El Telescopio “Milankovic” será parte de la Red Mundial de Telescopios Robóticos.

## Directores
- Milán Nedelkovic (1887 - 1899)
- Đorđe Stanojević (1899 - 1900)
- Milán Nedeljković   (1900 - 1915)
- Victor Conrad (1916 - 1918)
- Milán Nedeljković (1919 - 1924)
- Milutin Milanković (1925 - 1926)
- Voyislav Mishkovitch (1926 - 1946)
- Milorad B. Protić (1946 - 1948)
- Milutin Milanković (1948 - 1951)
- Vojislav Mišković (1951 - 1954)
- Milorad B. Protić (1954 - 1961)
- Vasilije Osekan (1961 - 1965)
- Petar Đurković (1965 - 1970)
- Milorad B. Protić (1971 - 1975)
- M. Mijatov (1975 - 1981)
- Miodrag Mitrović (1982 - 1989)
- Istvan Vince (1990 - 1993)
- Milán Dimitrijević (1994 - 2001)
- Zoran Knežević (2002 - 2014)
- Gojko Ðurašević (2015 - )